# Charles H. Sheldon

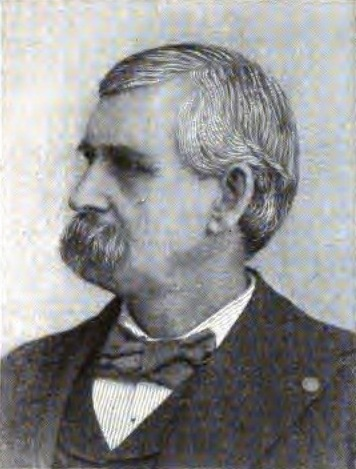
Charles H. Sheldon

Charles Henry Sheldon (* 12. September 1840 in Johnson, Lamoille County, Vermont; † 20. Oktober 1898 in Deadwood, South Dakota) war ein US-amerikanischer Politiker und von 1893 bis 1897 der zweite Gouverneur des Bundesstaates South Dakota.

## Frühe Jahre
Sheldon besuchte die Lamoille County School. Nach dem frühen Tod seines Vaters arbeitete er zwischen 1852 und 1858 als Aushilfskraft auf den Farmen seiner Heimat und war danach bei einem Ladenbesitzer angestellt. Im Vorfeld des Bürgerkrieges unterstützte er die Bewegung zur Abschaffung der Sklaverei. Während des Krieges kämpfte er in einer Infanterieeinheit aus Vermont. Bis zu seinem Abschied aus dem Unionsheer im Jahr 1865 hatte er es bis zum Captain gebracht. Nach dem Krieg zog er in das Pope County in Illinois, wo er als Händler tätig wurde. Nach einem weiteren Umzug gelangte er in das heutige Brown County in South Dakota, das damals noch Teil des Dakota-Territoriums war. Der Grund für diesen Umzug war der Gesundheitszustand seines an Malaria erkrankten Sohnes, dem die Ärzte ein nördliches Klima empfohlen hatten.

## Politische Laufbahn
Sheldon war Mitglied der Republikanischen Partei. Zwischen 1886 und 1887 saß er als Abgeordneter im territorialen Parlament von Dakota. Im Jahr 1892 wurde er zum neuen Gouverneur von South Dakota gewählt. Er löste am 3. Januar 1893 Arthur C. Mellette ab. Nach einer Wiederwahl im Jahr 1894 konnte er bis zum 1. Januar 1897 als Gouverneur amtieren. Seine Amtszeit war von einer 1893 ausgebrochenen Wirtschaftskrise überschattet. Das Steueraufkommen des Landes ging weiter zurück und es entstand ein immer größer werdendes Haushaltsdefizit. Verschärft wurde dies noch, als der frühere Finanzminister W. W. Taylor mit etwa 367.000 Dollar aus der Staatskasse nach Südamerika verschwand. Paradoxerweise hatte Sheldon Taylor noch wenige Tage vor Bekanntwerden von dessen Fehlverhalten als guten Finanzminister ausdrücklich gelobt.
Nach dem Ende seiner zweiten Amtszeit zog sich Sheldon auf seine Farm in Pierpont zurück. Im Jahr 1898 machte er für seine Partei Wahlkampf. Am 15. Oktober 1898 hielt er seine letzte Rede in Deadwood. Drei Tage später starb er an einer Lungenentzündung. Charles Sheldon war zweimal verheiratet und hatte insgesamt fünf Kinder.